# هانس بيتر هولم
هانس بيتر هولم (بالدنماركية: Hans Peter Holm)‏ هو عسكري دنماركي، ولد في 17 يونيو 1772 في هيليرود في الدنمارك، وتوفي في 26 أكتوبر 1812 في Langesundsfjord ‏ في النرويج.